# Trinity (Alabama)
Trinity is een plaats (town) in de Amerikaanse staat Alabama, en valt bestuurlijk gezien onder Morgan County.

## Demografie
Bij de volkstelling in 2000 werd het aantal inwoners vastgesteld op 1841.
In 2006 is het aantal inwoners door het United States Census Bureau geschat op 1887, een stijging van 46 (2,5%).

## Geografie
Volgens het United States Census Bureau beslaat de plaats een oppervlakte van
9,4 km², geheel bestaande uit land. Trinity ligt op ongeveer 185 m boven zeeniveau.

## Plaatsen in de nabije omgeving
De onderstaande figuur toont de plaatsen in een straal van 24 km rond Trinity.